# Fernão Nunes
Fernão Nunes, también conocido como Fernao Nuniz, fue un viajero, cronista y comerciante portugués que vivió en Vijayanagara, la capital del Imperio hindú del mismo nombre, entre los años 1535 y 1537 d. C. Las crónicas de sus viajes nos han dejado muchos y muy interesantes detalles sobre Vijayanagara en aquella época, incluidos los métodos de construcción de sus fortificaciones y sistemas de defensa. Gracias a él se ha podido saber que las grandes obras de irrigación de la capital (gracias a las cuales pudo convertirse en una verdadera metrópolis) se hicieron esencialmente durante los reinados de Bukka Raya II y Deva Raya I.